# Día del Idioma Español en las Naciones Unidas
El Día del Idioma Español en las Naciones Unidas es una jornada que se celebra anualmente el 23 de abril desde 2010, fue establecida por el Departamento de Información Pública de la ONU el 19 de febrero de ese mismo año.

## Proclamación
Con motivo del Día Internacional de la Lengua Materna, celebrado el 21 de febrero, el Departamento de Información Pública de las Naciones Unidas anunció el 19 de febrero de 2010 el lanzamiento de los Días de las Lenguas en las Naciones Unidas.  El multilingüismo en la Organización de las Naciones Unidas (ONU) es un reflejo de su compromiso con la inclusión, el respeto por la diversidad cultural y la promoción de la comprensión mutua entre los pueblos de diferentes regiones lingüísticas. La ONU reconoce seis idiomas oficiales: árabe (18 de diciembre), chino (20 de abril), inglés (23 de abril), francés (20 de marzo), ruso (6 de junio) y español (23 de abril), con el objetivo de promover su uso igualitario en todas las operaciones de la organización. Esta política multilingüe no solo facilita la comunicación efectiva y la participación de todos los Estados miembros, sino que también sirve como un instrumento para preservar y celebrar la rica diversidad lingüística y cultural del mundo.

## Día del Idioma Español
El Día del Idioma Español en la ONU se celebra el 23 de abril, en memoria de Miguel de Cervantes. Este día subraya la importancia del español como idioma oficial y busca concientizar sobre su cultura e historia. La elección de esta fecha refleja la coincidencia del fallecimiento de Cervantes con el de Shakespeare, destacando la conexión cultural entre los idiomas español e inglés.
La ONU promueve el español a través de servicios de interpretación, traducción, y comunicación multilingüe, además de iniciativas como el Grupo de Amigos del Español, creado en 2013 para fomentar su uso. Este enfoque en el multilingüismo refleja el compromiso de la ONU con la inclusión y el diálogo intercultural, fundamentado en la idea de que comunicarse en la lengua materna de una persona toca su corazón, promoviendo así la paz y el entendimiento global.

## Día del Idioma Español en las Naciones Unidas en el mundo
El Día del Idioma Español en las Naciones Unidas es una conmemoración que celebra la expansión y la riqueza del español, un idioma que se ha diversificado a lo largo de los siglos desde sus raíces en la Península ibérica hasta su llegada a América, donde se enriqueció con el mestizaje y la interculturalidad. Este día invita a reflexionar sobre cómo el español, influenciado inicialmente por el latín y luego por lenguas indígenas americanas, sirve no sólo como medio de comunicación sino también como testigo de la historia y la diversidad cultural.
En México, que es el país hispanohablante  más grande, esta fecha enfatiza la importancia cultural y lingüística del español, especialmente en el ámbito literario. A su vez, The Hispanic Council estimó que para 2063 Estados Unidos se convertiría en el país con la segunda mayor población de hispanohablantes, a pesar de que el español no es idioma oficial allí, debido principalmente al crecimiento impulsado por la inmigración hispana.
En España, el idioma se celebra por su carácter pluricultural y por ser una herramienta para representar el mundo de forma equitativa e inclusiva.
En Colombia, como en muchos otros países, el Día del Idioma promueve el uso y aprecio de la lengua materna, respetando las diferencias culturales y lingüísticas.
Argentina, por su parte, jugó un papel crucial en la institucionalización de este día, con la propuesta original de la Academia Argentina de Letras en 1938, destacando su contribución a la valoración de la lengua española y su literatura.
En Perú, la celebración se centra en recordar cómo, sin el idioma español, personajes como
el Quijote,
el lazarillo de Tormes,
Rosendo Maqui,
el niño Julius,
o Bernarda Alba
no hubieran existido.
Chile, activo en la promoción del uso del español, utiliza esta fecha para reflexionar sobre su rol global, incluso en contextos tan actuales como seminarios sobre el COVID-19. Sin embargo, también existen críticas a la celebración de este día, sugiriendo que perpetúa visiones colonialistas y abogando por un enfoque más inclusivo que reconozca la diversidad lingüística y cuestione la centralidad de España en la historia del idioma.
Este día, por tanto, sirve como una plataforma para dialogar sobre la importancia y el futuro del español en el mundo, recordando siempre la necesidad de una aproximación que respete y celebre la rica diversidad cultural y lingüística de la comunidad hispanohablante global.